# .kr
.kr е интернет домейн от първо ниво за Южна Корея. Регистрациите преминават през регистрирани агенти. Администрира се от NIDA. Домейнът е въведен през 1986 г.